# Bảo tàng Khu vực ở Stary Sącz
Bảo tàng Khu vực ở Stary Sącz (tiếng Ba Lan: Muzeum Regionalne w Starym Sączu) là hai bảo tàng tọa lạc tại Quảng trường chợ, Stary Sącz, Ba Lan. Bảo tàng do Hội những người yêu thích Stary Sącz điều hành. Bảo tàng Khu vực ở Stary Sącz bao gồm:
- Bảo tàng Khu vực Seweryn Udziela
- Bảo tàng Cha Józef Tischner

Cả hai bảo tàng này đều có trụ sở tại tòa nhà có tên "Ngôi nhà ở Dołki", được xây dựng vào thế kỷ 17 tại Quảng trường chợ.

## Bảo tàng Khu vực Seweryn Udziela
Bảo tàng Khu vực Seweryn Udziela được thành lập vào năm 1956 theo khởi xướng của Hội những người yêu thích Stary Sącz. Ban đầu, địa điểm này hoạt động như một Phòng khu vực, sau đó lấy tên là Bảo tàng (từ năm 1976).
Các bộ sưu tập của Bảo tàng hiện được đặt trong bảy phòng với các cuộc triển lãm: nghệ thuật, tiểu sử, lịch sử và dân tộc học.

## Bảo tàng Cha Józef Tischner
Bảo tàng Cha Józef Tischner được thành lập vào năm 2004. Bộ sưu tập của Bảo tàng bao gồm nhiều hiện vật và kỷ vật gắn liền với cuộc đời của Cha Józef Tischner (sách, tài liệu, ảnh). Bảo tàng còn phát các bài giảng của vị linh mục và chiếu phim tiểu sử về ông.

## Giờ mở cửa
Bảo tàng Khu vực ở Stary Sącz hoạt động quanh năm, mở cửa tất cả các ngày trong tuần trừ thứ Hai. Khách tham quan phải trả phí vào cửa.